# Trimeresurus
Trimeresurus – rodzaj jadowitych węży z podrodziny grzechotników (Crotalinae) w rodzinie żmijowatych (Viperidae).

## Zasięg występowania
Rodzaj obejmuje gatunki występujące w Azji (Chiny, Indie, Bhutan, Nepal, Bangladesz, Mjanma, Tajlandia, Laos, Wietnam, Kambodża, Malezja, Singapur i Indonezja).

## Systematyka

### Etymologia
- Trimeresurus (Trimesurus): gr. τριμερης trimerēs „trójdzielny, trojaki”; ουρα oura „ogon”[11].
- Bothrophis: gr. βoθρος bothros „rów, wgłębienie”[12]; οφις ophis, οφεως opheōs „wąż”[13]. Gatunek typowy: Trimeresurus viridis Lacépède, 1804.
- Parias: etymologia nieznana, Gray nie wyjaśnił pochodzenia nazwy rodzajowej[3]. Gatunek typowy: Megaera flavomaculata J.E. Gray, 1842.
- Cryptelytrops: gr. κρυπτος kruptos „ukryty”[14]; ελυτρον elutron „pokrywa”; ωψ ōps, ωπος ōpos „oblicze, twarz”[15]. Gatunek typowy: Trimesurus carinatus J.E. Gray, 1842 (= Trigonocephalus purpureomaculatus J.E. Gray, 1832).
- Himalayophis: Himalaje; οφις ophis, οφεως opheōs „wąż”[7]. Gatunek typowy: Trimeresurus tibetanus Huang, 1982.
- Popeia: Clifford Hillhouse Pope (1899–1974) oraz Sarah Haydock Pope z domu Davis, amerykańscy herpetolodzy[7]. Gatunek typowy: Trimeresurus popeiorum M.A. Smith, 1937.
- Viridovipera: łac. viridis „zielony”, od virere „być zielonym”; vipera „żmija”, od vivus „żywy”; pario „urodzić”[7]. Gatunek typowy: Trimeresurus stejnegeri K.P. Schmidt, 1925.
- Sinovipera: łac. Sinicus „chiński, Chińczyk”, od Sinae „chiński, Chińczyk”, od gr. Σιναι Sinai „chiński, Chińczyk”; łac. vipera „żmija”, od vivus „żywy”; pario „urodzić”[8]. Gatunek typowy: Sinovipera sichuanensis Guo & Wang, 2011.

### Podział systematyczny
Do rodzaju należą następujące gatunki: 

- Trimeresurus albolabris Gray, 1842 – trwożnica pospolita[16]
- Trimeresurus andersonii Theobald, 1868
- Trimeresurus arunachalensis Captain, Deepak, Pandit, Bhatt & Athreya, 2019
- Trimeresurus ayeyarwadyensis Chan, Anuar, Sankar, Law, Law, Shivaram, Christian, Mulcahy & Malhotra, 2023
- Trimeresurus calamitas Vogel, David & Sidik, 2022
- Trimeresurus cantori (Blyth, 1846) – trwożnica nikobarska[17]
- Trimeresurus cardamomensis (Malhotra, Thorpe, Mrinalini & Stuart, 2011)
- Trimeresurus caudornatus Chen, Ding, Vogel & Shi, 2020
- Trimeresurus ciliaris Idiiatullina, Pawangkhanant, Tawan, Worranuch, Dechochai, Suwannapoom, Nguyen, Chanhome, Poyarkov, 2023
- Trimeresurus cyanolabris Idiiatullina, Nguyen, Bragin, Pawangkhanant, Le, Vogel, David & Poyarkov, 2024
- Trimeresurus davidi Chandramouli, Campbell & Vogel, 2020
- Trimeresurus erythrurus (Cantor, 1839)
- Trimeresurus fasciatus (Boulenger, 1896)
- Trimeresurus flavomaculatus (Gray, 1842)
- Trimeresurus gracilis Oshima, 1920
- Trimeresurus gumprechti David, Vogel, Pauwels & Vidal, 2002
- Trimeresurus gunaleni Vogel, David & Sidik, 2014
- Trimeresurus guoi Chen, Shi, Vogel & Ding, 2021
- Trimeresurus hageni (Lidth de Jeude, 1886)
- Trimeresurus honsonensis (Grismer, Ngo & Grismer, 2008)
- Trimeresurus insularis Kramer, 1977
- Trimeresurus kanburiensis Smith, 1943 – trwożnica kanburyjska[17]
- Trimeresurus kirscheyi Vogel, David & Sidik, 2022
- Trimeresurus kraensis Idiiatullina, Pawangkhanant, Suwannapoom, Tawan, Chanhome, Nguyen, David, Vogel & Poyarkov, 2024
- Trimeresurus kuiburi Sumontha, Suntrarachun, Pauwels, Pawangkhanant, Chomngam, Iamwiriyakul & Chanhome, 2021
- Trimeresurus labialis (Fitzinger, 1867)
- Trimeresurus lanna Idiiatullina, Nguyen, Pawangkhanant, Suwannapoom, Chanhome, Mirza, David, Vogel & Poyarkov, 2024
- Trimeresurus macrops Kramer, 1977
- Trimeresurus malcolmi Loveridge, 1938
- Trimeresurus mayaae Rathee, Purkayastha, Lalremsanga, Dalal, Biakzuala, Muansanga & Mirza, 2022
- Trimeresurus mcgregori Taylor, 1919
- Trimeresurus medoensis Zhao, 1977
- Trimeresurus mutabilis Stoliczka, 1870
- Trimeresurus nebularis Vogel, David & Pauwels, 2004
- Trimeresurus phuketensis Sumontha, Kunya, Pauwels, Nitikul & Punnadee, 2011
- Trimeresurus popeiorum Smith, 1937
- Trimeresurus purpureomaculatus (Gray, 1832) – trwożnica błotna[17]
- Trimeresurus rubeus (Malhotra, Thorpe, Mrinalini & Stuart, 2011)
- Trimeresurus sabahi Regenass & Kramer, 1981
- Trimeresurus salazar Mirza, Bhosale, Phansalkar, Sawant, Gowande & Patel, 2020
- Trimeresurus schultzei Griffin, 1909
- Trimeresurus septentrionalis Kramer, 1977
- Trimeresurus sichuanensis (Guo & Wang, 2011)
- Trimeresurus stejnegeri Schmidt, 1925
- Trimeresurus sumatranus (Raffles, 1822) – trwożnica sumatrańska[17]
- Trimeresurus tenasserimensis Idiiatullina, Nguyen, Pawangkhanant, Suwannapoom, Chanhome, Mirza, David, Vogel & Poyarkov, 2024
- Trimeresurus tibetanus Huang, 1982
- Trimeresurus truongsonensis Orlov, Ryabov, Thanh & Cuc, 2004
- Trimeresurus uetzi Vogel, Nguyen & David, 2023
- Trimeresurus venustus Vogel, 1991
- Trimeresurus vogeli David, Vidal & Pauwels, 2001
- Trimeresurus whitteni Vogel, David & Sidik, 2022
- Trimeresurus yunnanensis Schmidt, 1925

David, Vogel i Dubois (2011) wykazali, że gatunkiem typowym rodzaju Trimeresurus nie jest trwożnica bambusowa (T. gramineus), lecz Trimeresurus viridis Lacépède, 1804 (pierwotna nazwa węża znanego obecnie pod nazwą Trimeresurus insularis lub Cryptelytrops insularis, obecnie nomen oblitum). Autorzy zsynonimizowali z rodzajem Trimeresurus rodzaje Cryptelytrops, Himalayophis, Parias, Peltopelor, Popeia, Sinovipera i Viridovipera i przenieśli gatunki zaliczane do tych rodzajów do rodzaju Trimeresurus.